# Като Закрос
Като Закрос (на гръцки: Κάτω Ζάκρος) познато също като Закрос и Закро, е антично селище от времето на минойската цивилизация на източното крайбрежие на остров Крит, Гърция. Закрос е и името на съвременното село, условно наречено още Горен Закрос (Epano Zakros), което е разположено около хълма, докато древният град е наричан и Долен Закрос (Kato Zakros) и е в ниското покрай самия морски бряг.
Защитеното му пристанище и стратегическото му местоположение го превръщат в един от основните търговски центрове на минойците. Тук процъфтява морската търговия с Египет, Кипър, Средния Изток.
Над града се е извисявал дворец построен около 1900 г. пр.н.е. и сринат около 1600 г.пр.н.е., по същото време както и повечето минойски градове по всяка вероятност при земетресение. Възстановен е скоро след това, но окончателно е разрушен около 1450 г.пр.н.е. вероятно при изригването на вулкана на остров Санторини.
Археологически разкопки на двореца са извършени през 1961 г. от проф. Николаос Платон (1909-1992). Дворецът заема площ от около 7000 m²-10 000 m² заедно с прилежащите помощни сгради. Състои се от централен двор заобиколен от четири крила постройки с голям брой стаи и работилници, и коридори подобни на лабиринт. Дворецът има четири входа като главният е откъм изток, където е пристанището. По всичко изглежда, че в работилниците са се приготвяли парфюми. Общият брой открити артефакти в Като Закрос е над 10 000, повечето от които се съхраняват в археологическите музеи на Ираклио и Сития. Сред тях има глинени плочки изписани с Линеар А, каменни вази, печати, преси за вино и маслини и др.